# Silla (Pärnu)
Silla is een plaats in de Estlandse gemeente Pärnu, provincie Pärnumaa. De plaats heeft de status van dorp (Estisch: küla).
Tot 1 november 2017 lag Silla in de gemeente Paikuse. Op die dag ging Paikuse op in de gemeente Pärnu.

## Bevolking
Het dorp had 711 inwoners op 31 december 2011 en 428 inwoners op 31 december 2021.